# Commiphora reghinii
Commiphora reghinii là một loài thực vật có hoa trong họ Burseraceae. Loài này được Chiov. mô tả khoa học đầu tiên năm 1940.